# Zapasy na Letnich Igrzyskach Olimpijskich 1984 – kategoria do 68 kg w stylu klasycznym
Zmagania mężczyzn do 68 kg to jedna z dziesięciu męskich konkurencji w zapasach w stylu klasycznym rozgrywanych podczas Letnich Igrzysk Olimpijskich 1984. Pojedynki w tej kategorii wagowej odbyły się w dniach 1 sierpnia – 3 sierpnia.

## Klasyfikacja[1]
| Pozycja | Nazwisko               | Kraj              |
| ------- | ---------------------- | ----------------- |
| 1       | Vlado Lisjak           | Jugosławia        |
| 2       | Tapio Sipilä           | Finlandia         |
| 3       | James Martinez         | Stany Zjednoczone |
| 4       | Ștefan Negrișan        | Rumunia           |
| 5       | Dietmar Streitler      | Austria           |
| 6       | Mohamed Moutei Nakdali | Syria             |
| 7       | Shaban Ibrahim         | Egipt             |
| 8       | Sümer Koçak            | Turcja            |
| 9       | Sa’id as-Sawakin       | Maroko            |
| 10      | Andonios Papadopulos   | Grecja            |
| 11      | Seiji Nemoto           | Japonia           |
| .       | Lee Yeon-ik            | Korea Południowa  |
| 13      | Gerry Svensson         | Szwecja           |
| .       | Boris Goldstein        | Argentyna         |

## Zasady[2]
Uczestnicy zostali podzieleni na dwie grupy. Zawodnik który przegrał dwie walki odpadł z dalszej rywalizacji.
- TF — Łopatki
- ST — Przewaga (12 punktów różnicy, przewaga techniczna)
- PP — Na punkty (1-7 punktów różnicy, pokonany zdobył punkty)
- PO — Na punkty (1-7 punktów różnicy, pokonany bez punktów)
- PS — Pasywność (Przy prowadzeniu różnicą 8-11 punktów)
- P1 — Pasywność (Przy prowadzeniu różnicą 1-7 punktów)
- DC — Decyzja (Przy wyniku 0-0)

## Wyniki

### Rundy eliminacyjne

#### Grupa A
| Przegrane | Zawodnik          | Wynik    | Czas/Punkty | Zawodnik          | Przegrane |         |
| Runda 1   | Runda 1           | Runda 1  | Runda 1     | Runda 1           | Runda 1   | Runda 1 |
| --------- | ----------------- | -------- | ----------- | ----------------- | --------- | ------- |
| 1         | Seiji Nemoto      | 1-3 PP   | 5-6         | Dietmar Streitler | 0         |         |
| 0         | Sümer Koçak       | 3-1 PP   | 12-9        | Lee Yeon-ik       | 1         |         |
| 0         | Ștefan Negrișan   | 3-1 PP   | 7-3         | Sa’id as-Sawakin  | 1         |         |
| 0         | Vlado Lisjak      |          |             | Bez walki         |           |         |
| Runda 2   |                   |          |             |                   |           |         |
| 0         | Vlado Lisjak      | 3-0 PO   | 7-0         | Seiji Nemoto      | 2         |         |
| 0         | Dietmar Streitler | 3-0 P1   | 5:28        | Sümer Koçak       | 1         |         |
| 2         | Lee Yeon-ik       | 0-3 PO   | 0-5         | Ștefan Negrișan   | 0         |         |
| 1         | Sa’id as-Sawakin  |          |             | Bez walki         |           |         |
| Runda 3   |                   |          |             |                   |           |         |
| 2         | Sa’id as-Sawakin  | 1-3 PP   | 5-7         | Dietmar Streitler | 0         |         |
| 0         | Vlado Lisjak      | 3-1 PP   | 11-4        | Sümer Koçak       | 2         |         |
| 0         | Ștefan Negrișan   |          |             | Bez walki         |           |         |
| Finał     |                   |          |             |                   |           |         |
|           | Ștefan Negrișan   | 1-3 DC   | 0-0         | Vlado Lisjak      |           |         |
|           | Dietmar Streitler | 0-3.5 PS | 5:33        | Ștefan Negrișan   |           |         |
|           | Vlado Lisjak      | 3-1 PP   | 8-6         | Dietmar Streitler |           |         |

#### Klasyfikacja
| Zawodnik          | Przegrane | Runda | Punktacja | Finał |
| ----------------- | --------- | ----- | --------- | ----- |
| Vlado Lisjak      | 0         | -     | 6         | 6     |
| Ștefan Negrișan   | 0         | -     | 6         | 4.5   |
| Dietmar Streitler | 0         | -     | 9         | 1     |
| Sümer Koçak       | 2         | 3     | 4         |       |
| Sa’id as-Sawakin  | 2         | 3     | 2         |       |
| Lee Yeon-ik       | 2         | 2     | 1         |       |
| Seiji Nemoto      | 2         | 2     | 1         |       |

#### Grupa B
| Przegrane | Zawodnik               | Wynik   | Czas/Punkty | Zawodnik               | Przegrane |         |
| Runda 1   | Runda 1                | Runda 1 | Runda 1     | Runda 1                | Runda 1   | Runda 1 |
| --------- | ---------------------- | ------- | ----------- | ---------------------- | --------- | ------- |
| 0         | Mohamed Moutei Nakdali | 4-0 ST  | 12-0        | Boris Goldstein        | 1         |         |
| 0         | Tapio Sipilä           | 3-0 PO  | 5-0         | Gerry Svensson         | 1         |         |
| 0         | James Martinez         | 4-0 TF  | 2:44        | Andonios Papadopulos   | 1         |         |
| 0         | Shaban Ibrahim         |         |             | Bez walki              |           |         |
| Runda 2   |                        |         |             |                        |           |         |
| 1         | Shaban Ibrahim         | 0-4 TF  | 0:48        | Mohamed Moutei Nakdali | 0         |         |
| 2         | Boris Goldstein        | 0-4 ST  | 3-15        | Tapio Sipilä           | 0         |         |
| 2         | Gerry Svensson         | 0-4 TF  | 5:59        | James Martinez         | 0         |         |
| 1         | Andonios Papadopulos   |         |             | Bez walki              |           |         |
| Runda 3   |                        |         |             |                        |           |         |
| 2         | Andonios Papadopulos   | 1-3 PP  | 3-5         | Shaban Ibrahim         | 1         |         |
| 1         | Mohamed Moutei Nakdali | 0-4 ST  | 0-12        | Tapio Sipilä           | 0         |         |
| 0         | James Martinez         |         |             | Bez walki              |           |         |
| Runda 4   |                        |         |             |                        |           |         |
| 0         | James Martinez         | 3-1 PP  | 9-7         | Mohamed Moutei Nakdali | 2         |         |
| 2         | Shaban Ibrahim         | 0-3 P1  | 1:19        | Tapio Sipilä           | 0         |         |
| Finał     |                        |         |             |                        |           |         |
|           | James Martinez         | 1-3 PP  | 2-5         | Tapio Sipilä           |           |         |

#### Klasyfikacja
| Zawodnik               | Przegrane | Runda | Punktacja | Finał |
| ---------------------- | --------- | ----- | --------- | ----- |
| Tapio Sipilä           | 0         | -     | 14        | 3     |
| James Martinez         | 1         | -     | 11        | 1     |
| Mohamed Moutei Nakdali | 2         | 4     | 9         |       |
| Shaban Ibrahim         | 2         | 4     | 3         |       |
| Andonios Papadopulos   | 2         | 3     | 1         |       |
| Gerry Svensson         | 2         | 2     | 0         |       |
| Boris Goldstein        | 2         | 2     | 0         |       |

### Runda finałowa[12]
| Zawodnik          | Wynik           | Czas/Punkty     | Zawodnik               |                 |
| O piąte miejsce   | O piąte miejsce | O piąte miejsce | O piąte miejsce        | O piąte miejsce |
| ----------------- | --------------- | --------------- | ---------------------- | --------------- |
| Dietmar Streitler | 3-1 PP          | 8-4             | Mohamed Moutei Nakdali |                 |
| O brązowy medal   |                 |                 |                        |                 |
| Ștefan Negrișan   | 0-4 TF          | 0:25            | James Martinez         |                 |
| Finał             |                 |                 |                        |                 |
| Vlado Lisjak      | 4-0 TF          | 0:57            | Tapio Sipilä           |                 |